# روبرتسبورت

روبرتسبورت هي بلدة تقع غرب ليبيريا على بعد 16 كم من الحدود مع دولة سيراليون، تم تسميتها على اسم جوزيف جنكينز روبرتس أول رئيس لليبيريا.